# Çayırkent, Korgan
Çayırkent là một xã thuộc huyện Korgan, tỉnh Ordu, Thổ Nhĩ Kỳ. Dân số thời điểm năm 2010 là 3.73 người.